# Heiko Gentzel

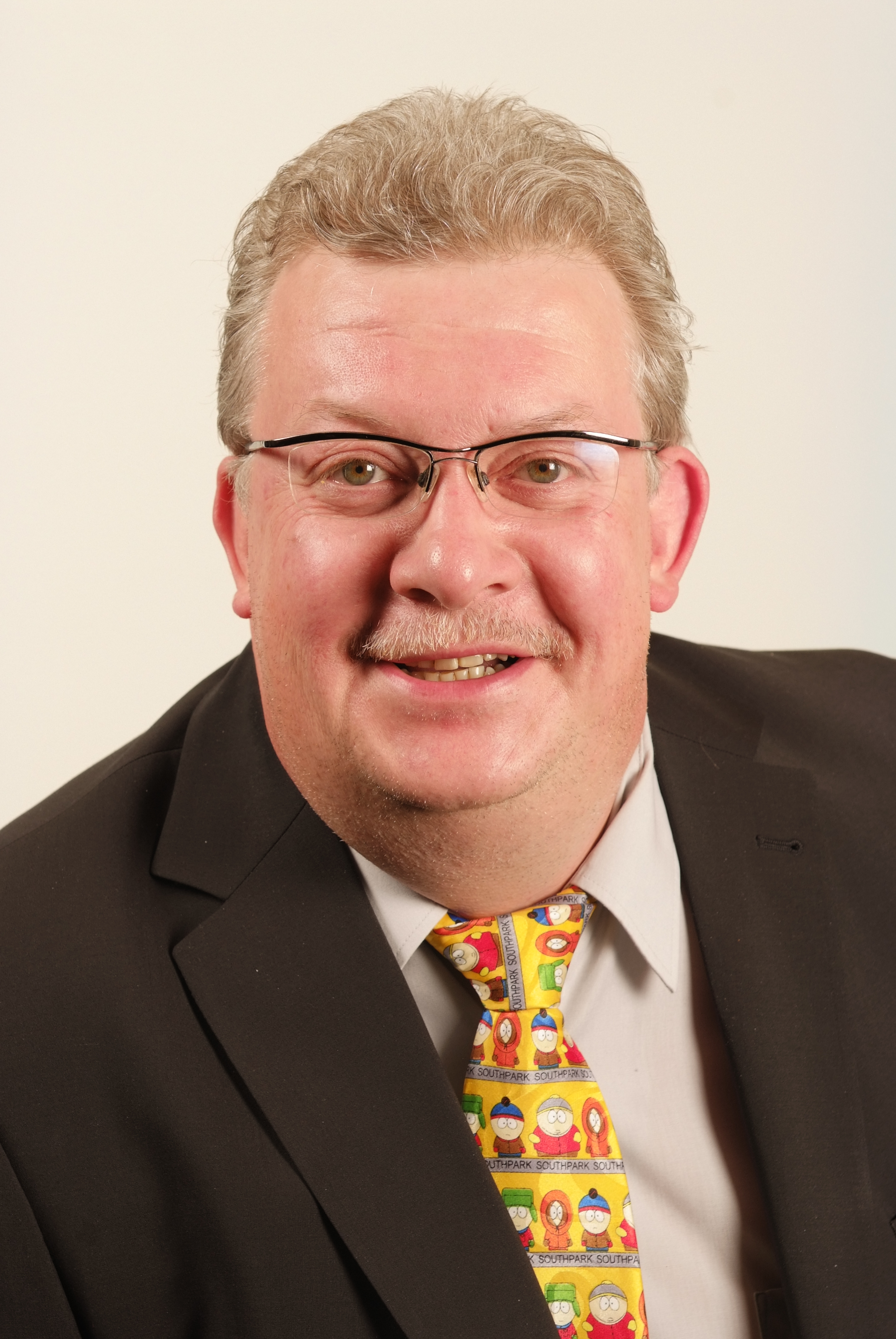
Heiko Gentzel, Mai 2011

Heiko Gentzel (* 9. Januar 1960 in Erfurt) ist ein deutscher Politiker (SPD) und war von 1990 bis 2014 Mitglied des Thüringer Landtags. Während dieser Zeit fungierte er unter anderem zeitweise als SPD-Fraktionsvorsitzender sowie als Landtagsvizepräsident.

## Leben und Beruf
Heiko Gentzel ist Sohn einer Krankenschwester und eines Bauingenieurs. Er ist geschieden und Vater von zwei Kindern. Nach dem Besuch der Polytechnischen Oberschule absolvierte Gentzel von 1976 bis 1978 eine Ausbildung zum Landmaschinenschlosser. Nach dem anschließenden Grundwehrdienst war er von 1980 bis 1989 Reparaturschlosser im VEB Kombinat Landtechnik Erfurt und im Automobilwerk Eisenach.

## Politik
Im Herbst 1989 gehörte Gentzel zu den Begründern der SDP in Eisenach. Von 1989 bis 1990 saß er für die SDP als Mitglied am Runden Tisch gegen Amtsmissbrauch und Korruption im Landkreis Eisenach. Im selben Landkreis war er von 1990 bis 1993 Kreisvorsitzender seiner Partei und stellvertretender Fraktionsvorsitzender der SPD-Kreistagsfraktion. Es folgte von 1996 bis 2000 das Amt des SPD-Kreisvorsitzenden der kreisfreien Stadt Eisenach, und von 1999 bis 2010 saß er als Mitglied im Stadtrat Eisenach. Dort war er seit 2004 Vorsitzender des Rechnungsprüfungsausschusses der Stadt Eisenach.
1989 war er Mitbegründer der SDP in Eisenach. 1990 wurde er Mitglied des Thüringer Landtags. Seine Arbeit im Thüringer Landtag begann er als jugendpolitischer Sprecher der SPD-Landtagsfraktion. Von 1992 bis 1999 war er parlamentarischer Geschäftsführer, von 1999 bis 2004 Fraktionsvorsitzender. Seit 2004 arbeitete er als innenpolitischer Sprecher der Fraktion. In der konstituierenden Sitzung des 5. Thüringer Landtags wurde er am 29. September 2009 zu einem von vier Vizepräsidenten des Landtags gewählt. Zur Landtagswahl 2014 entschied er sich gegen eine erneute Kandidatur und ging in Frühpension.
Neben seiner parlamentarischen Arbeit war er zudem Vorsitzender der August-Bebel-Gesellschaft.